# Xylomya terminalis
Xylomya terminalis är en tvåvingeart som beskrevs av Vasey 1977. Xylomya terminalis ingår i släktet Xylomya och familjen lövträdsflugor. Inga underarter finns listade i Catalogue of Life.